# Cynanchum phillipsonianum
Cynanchum phillipsonianum är en oleanderväxtart som beskrevs av S. Liede och Meve. Cynanchum phillipsonianum ingår i släktet Cynanchum och familjen oleanderväxter. Inga underarter finns listade i Catalogue of Life.